# Elydnus
Elydnus is een kevergeslacht uit de familie van de boktorren (Cerambycidae). De wetenschappelijke naam van het geslacht werd voor het eerst geldig gepubliceerd in 1869 door Pascoe.

## Soorten
Elydnus omvat de volgende soorten:
- Elydnus amictus Pascoe, 1869
- Elydnus crinicornis Hüdepohl, 1989
- Elydnus dembickyi Holzschuh, 2003
- Elydnus grossescapus Hüdepohl, 1989
- Elydnus hirayamai (Matsushita, 1941)
- Elydnus huedepohli Vives, 2005
- Elydnus kisanus (Matsushita, 1935)
- Elydnus ochraceovittatus Hüdepohl, 1989
- Elydnus pascoei (Gahan, 1891)
- Elydnus sericatus Pascoe, 1869
- Elydnus simplex (Gressitt & Rondon, 1970)